# Vocabulaire des arts de l'Islam
- Haut – A
- B
- C
- D
- E
- F
- G
- H
- I
- J
- K
- L
- M
- N
- O
- P
- Q
- R
- S
- T
- U
- V
- W
- X
- Y
- Z

## A
- Aquamanile :  récipient destiné au lavage des mains ; il prend généralement des formes animales.
- Ark : citadelle, fortification (Asie centrale).

Exemple de bidri : base d’un houka, (Musée du Louvre)

.

## B
- Bidri : le bidri  désigne un alliage à base de zinc, noirci par une pâte acide. Des incrustations de laiton ou d'argent lui sont généralement ajoutées. Par extension, le terme désigne les objets réalisés à partir de cet alliage, produits surtout chez les moghols. Le terme vient de la ville de Bidar, dans le Bihar[1]. Plusieurs bidri (notamment le houka ci-contre, deux boîtes à betel et un plateau du XVIIe siècle) sont visibles au musée du Louvre (département des arts de l'Islam, section de l'art moghol).

## C
- Caftan : vêtement long, à manches longues ou mi-longues, ouvert sur le devant.
- Caravansérail : lieu protégé, où les caravanes de marchands font halte, au Proche et au Moyen-Orient ainsi qu'au Maghreb.
- Casbah : château ou forteresse dans les villes du Maghreb, par extension le cœur historique de la ville.
- Coufique : un des styles d'écriture de la langue arabe.

## D

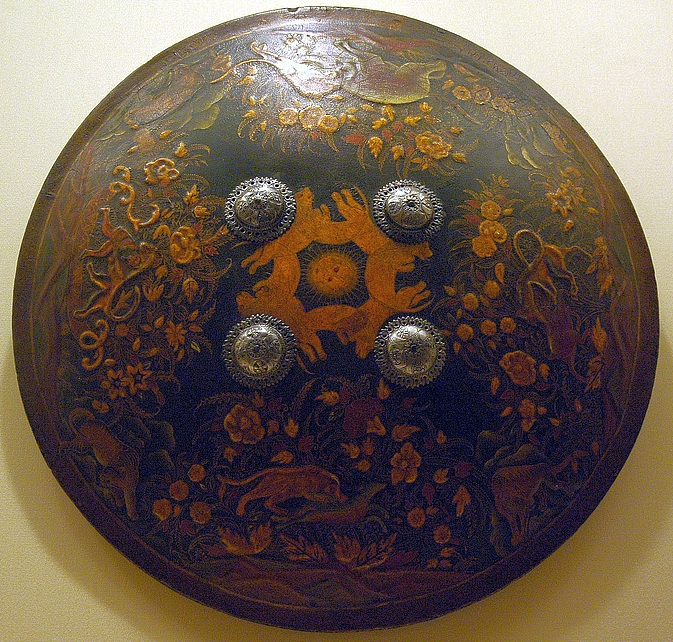
Bouclier dahl (Metropolitan Museum of Art)

- Damasquinage : technique artistique qui consiste à enchâsser un fil de cuivre, d'or ou d'argent, sur une surface métallique, généralement de fer ou d'acier, afin de créer un motif décoratif.

- Dhal : le bouclier "dhal" fait référence à un bouclier indien, parfois également utilisé en Perse, à base de cuir et parfois d'acier. On le trouve donc, en particulier, dans l'empire moghol.

- Diacritique (signe) : signes (points, tirets) utilisés dans l'écriture arabe et permettant de définir précisément les mots et leur prononciation.

## E
- Email : fixation de verre fondu sur un support, généralement du métal ou du verre.

Firman (ou édit impérial) du sultan Soliman le Magnifique, Turquie (Istanbul), 1559, Musée d'art islamique de Doha.

## F
- Firman (persan : فرمان ) : décret émis par un souverain du monde islamique.

## G
- Gul-i-bulbul : le style gul-i-bulbul (rose et rossignol) est une expression d'origine persane, utilisée pour désigner un style de décoration caractérisé par des motifs végétaux où sont présents, mais de manière non nécessairement exhaustive, des roses et des rossignols

## H
- Haft-rang : (en persan "sept couleurs"). Voir Minaï
- Hujra : cellule destinée à un étudiant dans une médersa (Asie centrale).

## I
- Imam : désigne soit celui qui guide la prière, soit une personne  qui était investi d'une mission et d'une compétence plus large.
- Imâmzâdeh : mot persan utilisé pour désigner  soit les enfants ou petits-enfants des douze Imâms chiites soit, par extension, les mausolées construits en leur honneur[3].
- Iwan :  porche voûté ouvert sur un côté par un grand arc.
- Iznik : ville de Turquie, centre de fabrication d'un type de céramique ottomane.

## J
- Juz' : division du Coran, facilitant l'organisation de sa récitation lors des prières.

## K

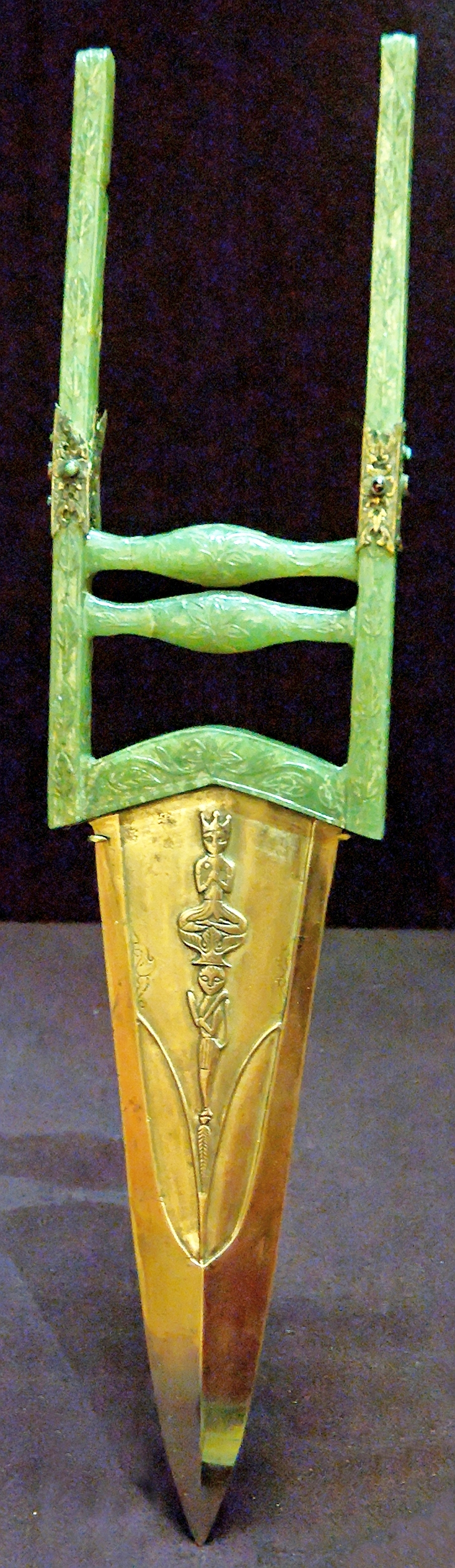
Katar à décor de divinités. Inde, dynastie moghole,, musée du Louvre, Paris

- Katar : désigne un poignard de forme typique rencontré sous les Moghols
- Khan : 
  - Khan ou kan est un titre de noblesse utilisé chez les Seljoukides et les Mongols. C'était également un des nombreux titres utilisés par les sultans de l'empire ottoman.
  - désigne un caravansérail.
- Khanqah : bâtiment conçu pour être un lieu de retraite spirituelle, particulièrement pour les pèlerins ou les soufis. Les khanqah sont très souvent accolés à un sanctuaire d'un saint soufi, à une mosquée et ou à une madrasa.
- Khatam kari : terme d'origine iranienne utilisé pour désigner un travail de marqueterie fine dont les plus anciens exemples remontent à l'époque safavide.
- Koch : terme utilisé en Ouzbékistan pour désigner deux bâtiments qui se font face (Voir par exemple madrasa Koch à Boukhara).
- Koufique : voir Coufique.
- Ksar :  village fortifié (architecture berbère) que l'on trouve en Afrique du Nord.

## L
- Lustre métallique : type de glaçure obtenue en appliquant un émail contenant des particules métalliques sur un objet céramique déjà vitrifié. Les effets de lustre sont créés par la lumière reflétée par les particules métalliques en suspension dans l'émail. La cuisson de ces émaux est réalisée en atmosphère réductrice.

## M
- Madrassa : désigne une école, qu'elle soit laïque ou religieuse, quelle que soit la confession. Elle désigne souvent, dans l'architecture islamique, une école coranique.
- Maqsura : désigne une pièce privée, de petite taille. Dans le domaine religieux, elle désigne la zone privée réservée au souverain pour sa prière.
- Mina'ï : (du persan mina, "émail"). Terme qui s'applique à un type de céramiques qui sont soumises à deux cuissons, la première à haute température, pour la glaçure et des couleurs supportant les températures élevées, la seconde à température moins élevée pour la fixation de couleurs ne supportant pas une température supérieure.
- Minaret : tour élevée intégrée à une mosquée, dont le but est de fournir un point élevé au muezzin pour les 5 appels à la prière.
- Minbar : chaire en forme d'escabeau, dans les mosquées, d'où sont prononcés les sermons.
- Mihrab : niche placée sur le mur intérieur d'une mosquée, indiquant la direction de La Mecque, vers où se tournent les musulmans pendant la prière.
- Moucharabieh : dispositif de ventilation naturelle forcée, constitué généralement de petits éléments en bois tourné, assemblés selon un plan géométrique souvent complexe et formant un grillage serré, dont sont garnis les fenêtres, loggias et balcons.
- Muezzin : celui qui est chargé de lancer l'appel à la prière (adhan), souvent depuis le sommet d'un des minarets de la mosquée.
- Muqarnas : éléments décoratifs, dans l'architecture islamique  médiévale, en forme de nids d'abeilles. Ces éléments sont disposés comme des stalactites et garnissent les voûtes ou l'intérieur des coupoles de certains édifices musulmans.

## N
- Nisba : composante du nom d'une personne, désignant en général le nom de la tribu, de la ville ou de la province d’origine dont est elle est originaire. Elle peut aussi faire référence au métier exercé.

## P
- Para-mamluk : appellation donnée à des tapis du XVe siècle. On peut voir un exemplaire au Philadelphia Museum of Art[4]. Le musée du Louvre a acquis un tapis  de cette famille en 2014[5].
- Pishtak : élément d'architecture islamique d'origine persane. Il s'agit d'un portail en forme d'arc qui fait saillie sur la façade où il se trouve.
- Panjara : terme utilisé en Asie centrale pour désigner ce qui s'apparente à des moucharabieh.

## R
- Ribat : constructions défensives fortifiées, généralement installées aux frontières. Elles serviront aussi de gîtes pour les voyageurs mais aussi de lieux de méditation.

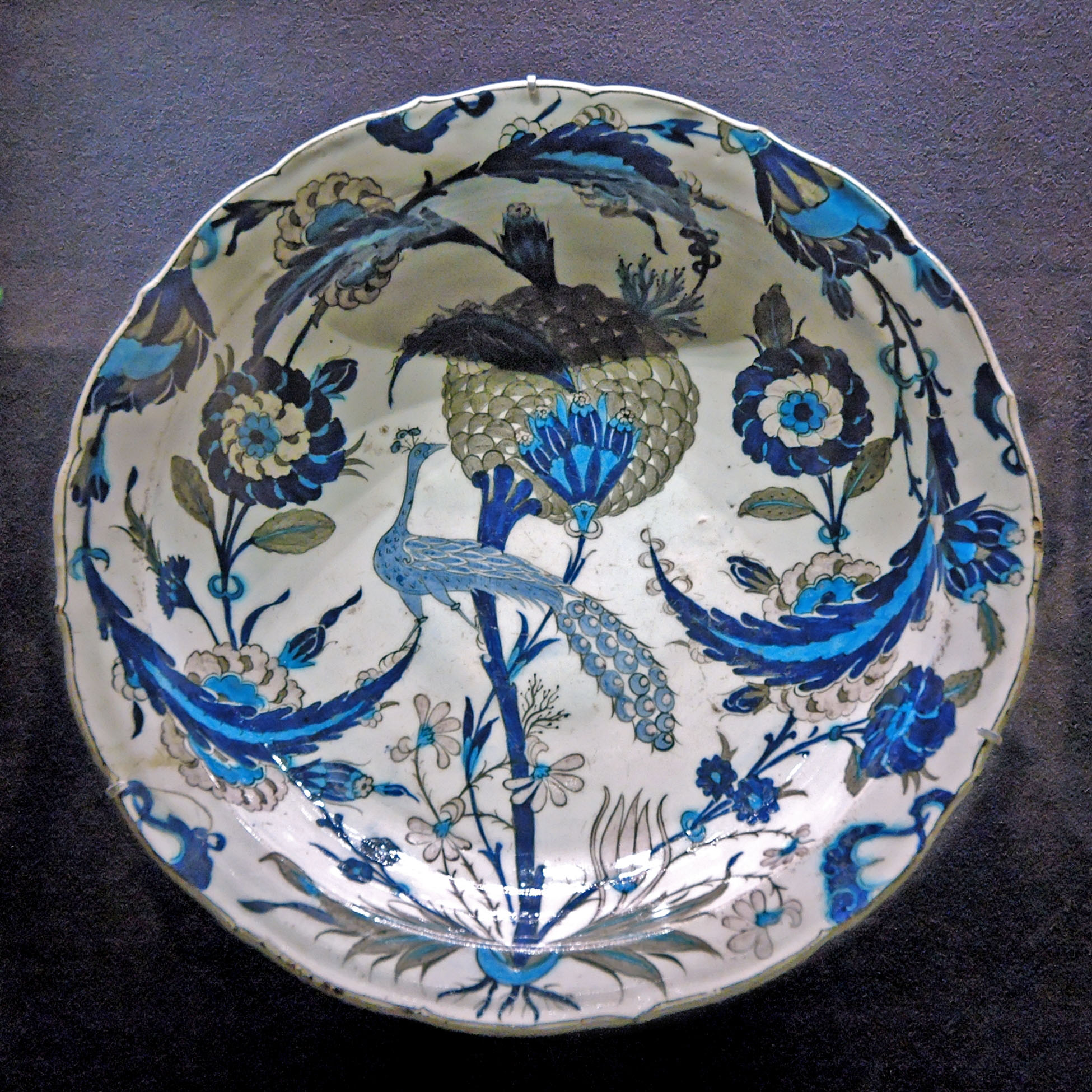
Le style saz sur Le Plat au paon
Musée du Louvre,
Paris.

## S
- Sebil ou Sabil: désigne une fontaine publique.
- Sabil-kuttab : édifice, ou partie d'une édifice, dont le rez-de-chaussée est constitué d'une fontaine publique et l'étage réservé à une école élémentaire (rencontré essentiellement dans l'architecture mamelouke).
- Saz (style): terme turc désignant un style décoratif caractérisé par des compositions végétales associées à de longues feuilles dentelées. Ces ornements furent utilisés dans l'art ottoman sur différents types de support.

## T
- Tughra:  désigne le monogramme des sultans ottomans, sous la forme d'une calligraphie très recherchée, comprenant le nom du sultan, son titre, son ascendance directe et la formule « toujours victorieux » ou « victorieux à jamais ». Ils commençaient et authentifiaient les documents officiels impériaux, ornaient les monuments bâtis durant le règne, les fontaines, etc.

## W
- Waqâla : terme utilisé principalement chez les Mamelouks et les Ottomans pour désigner un caravansérail de type waqf, et quelquefois, sans doute abusivement, ses dépendances (mausolée, fontaine publique, école élémentaire, madrasa...) ;  ainsi, les revenus servaient à financer la maintenance et le fonctionnement des lieux (alimentation voire mise à disposition d'eau, prise en charge des pauvres sous des formes diverses, fonctionnement d'une école ou d'une mosquée). On pourra consulter l'article sur la Wékalet Al-Ghouri du Caire.

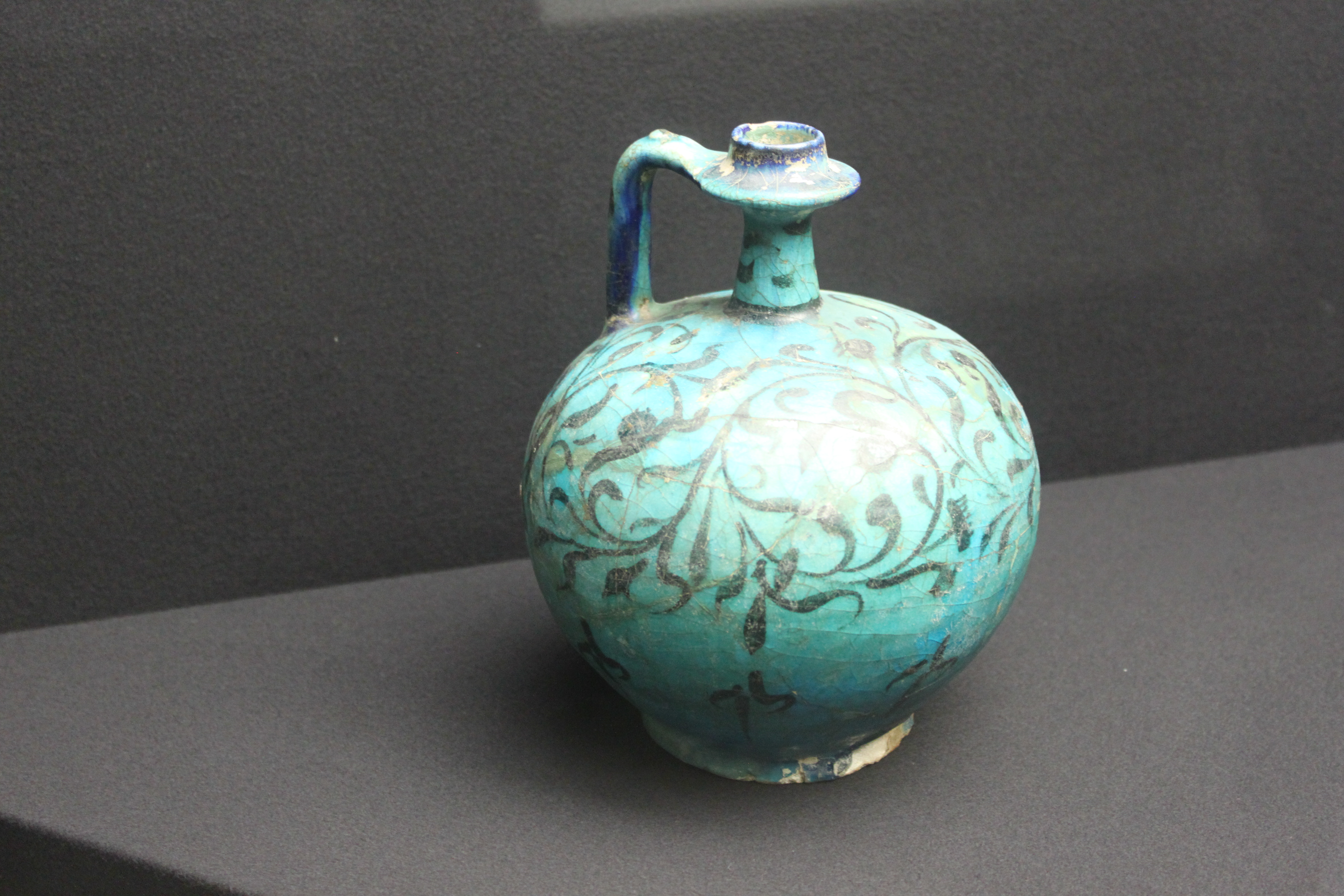
Motifs "waterweed" sur un pot du XIIIe siècle fabriqué à Kashan (Musée Ariana, Genève).

- Waterweed : terme utilisé pour dénommer un style de motifs de rinceaux et d'entrelacs caractéristiques de la production de certaines céramiques à Kashan aux alentours du XIIIe siècle.